# Exidia
Exidia ((Bull.) Fr. (1822)) è un genere di funghi lignicoli della famiglia delle Auriculariaceae.

## Descrizione
La specie di Exidia sono saprofitiche, e attaccano in genere il legno di alberi recentemente caduti a terra; producono basidiocarpi (corpi fruttiferi) gelatinosi. Tali corpi fruttiferi possono avere aspetti diversi, con forme lobate, a pustola, a coppa o a bottone. Varie specie, inclusa la specie tipo Exidia glandulosa, hanno formazioni sterili fatte a cresta o a asticella sulla superficie che porta le spore. I carpofori hanno una superficie sporigena superiore e uno strato inferiore sterile. Crescono isolati o in gruppetti, e in questo secondo caso possono fondersi tra loro. Il genere ha distribuzione cosmopolita e comprende attualmente circa 20 specie. Alcune ricerche di biologia molecolare suggeriscono che non si tratti di un genere monofiletico.

### Caratteri microscopici
I corpi fruttiferi delle specie di Exidia sono composti dii ife con giunti a fibbia in una matrice gelatinosa. La superficie sporigena è inizialmente ricoperta da uno strato sterile di hyphidia, al di sotto del quale si formano i basidi. Tali basidi sono tremelloidi (e cioè settati orizzontalmente e verticalmente), e producono sterigmi lunghi e sinuosi o epibasidi sui quali vengono prodotte le spore. Queste spore sono allantoidi (a forma di salsiccia) o, più raramente, si presentano da oblunghe a cilindriche.

## Tassonomia
Le specie del genere Exidia erano state in origine attribuite al genere Tremella assieme a vari altri funghi gelatinosi. Exidia venne separato da Tremella da Fries nel 1822, principalmente sulla base della forma del corpo fruttifero. Fries incluse nel nuovo genere Exidia anche specie oggi assegnate al genere Auricularia. Un tempo il genere apparteneva alla famiglia delle Exidiaceae, oggi considerate un sottogruppo all'interno delle Auriculariaceae..
Recenti indagini molecolari indicano che il genere Exidia come oggi inteso è un gruppo artificiale, e che le specie che vi sono state assegnate non sono chiaramente differenziate da altre specie simili dei generi Exidiopsis e Heterochaete. Va però notato che per il momento solo alcune delle specie del genere sono state sequenziate.

## Specie
La lista comprende le specie di Exidia descritte o ridescritte di recente. Alcune specie di vecchia data potrebbero ancora essere valide, ma mancano di una descrizione moderna. Viene indicata la località tipo ma non la distribuzione complessiva di ogni specie.
| Immagine | Nome                   | Località tipo |
| -------- | ---------------------- | ------------- |
|          | Exidia aeruginosa      | Giamaica      |
|          | Exidia alveolata       | Ecuador       |
|          | Exidia ambipapillata   | Guatemala     |
|          | Exidia antiguae        | Guatemala     |
|          | Exidia badioumbrina    | Polonia       |
|          | Exidia brunneola       | Finlandia     |
|          | Exidia candida         | USA           |
|          | Exidia cartilaginea    | Svezia        |
|          | Exidia cokeri          | USA           |
|          | Exidia compacta        | USA           |
|          | Exidia crenata         | USA           |
|          | Exidia cystidiata      | USA           |
|          | Exidia glandulosa      | Francia       |
|          | Exidia lutea           | Guatemala     |
|          | Exidia maracensis      | Brasile       |
|          | Exidia maya            | Guatemala     |
|          | Exidia mexicana        | Messico       |
|          | Exidia nigricans       | Inghilterra   |
|          | Exidia nothofagi       | Nuova Zelanda |
|          | Exidia panamensis      | Panama        |
|          | Exidia pergamena       | Brasile       |
|          | Exidia pithya          | Germania      |
|          | Exidia purpureocinerea | Sud Africa    |
|          | Exidia pusilla         | Brunei        |
|          | Exidia qinghaiensis    | Cina          |
|          | Exidia recisa          | Germania      |
|          | Exidia reflexa         | Cina          |
|          | Exidia repanda         | Svezia        |
|          | Exidia saccharina      | Svezia        |
|          | Exidia subglandulosa   | Cina          |
|          | Exidia subsaccharina   | Francia       |
|          | Exidia thuretiana      | Francia       |
|          | Exidia tucumanensis    | Argentina     |
|          | Exidia umbrinella      | Italia        |
|          | Exidia uvapassa        | Giappone      |
|          | Exidia yadongensis     | Cina          |
|          | Exidia zelleri         | USA           |